# Кастор и Поллукс (слоны)

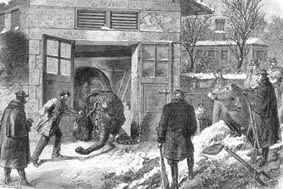
Один из слонов, убитый ради мяса в декабре 1870 года.

Кастор и Поллукс — два азиатских слона, содержавшихся в зоопарке Сад растений в Париже. Они были убиты и съедены, наряду со многими другими животными из зоопарка, в конце 1870 года во время осады Парижа в ходе Франко-прусской войны. Эти два слона, возможно, были родными братьями и были популярны перед осадой — на их спинах посетители зоопарка могли совершить поездки вокруг парка, — но нехватка продовольствия, вызванная блокадой города германскими войсками, в конечном счёте заставила владельцев зоопарка выставить слонов на торги на мясо.

## История

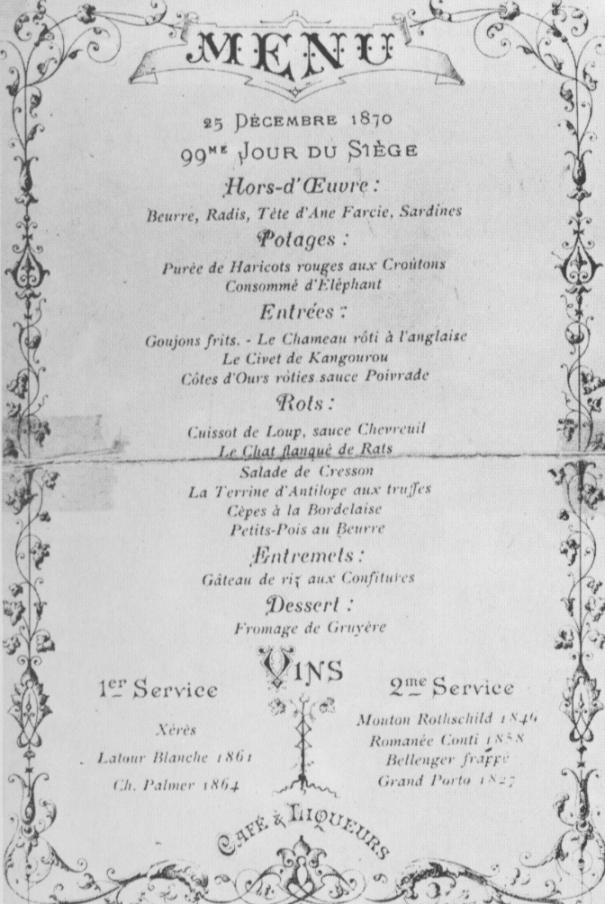
Рождественское меню из парижского ресторана "Вуазен", предлагающее изысканные вина и мясо экзотических животных, а также крыс.

19 сентября 1870 года прусские силы окружили Париж. Вместо того, чтобы бомбардировать город с целью капитуляции, германское верховное командование решило блокировать город, чтобы вызвать его быструю сдачу. Парижанам удалось продержаться до 28 января 1871 года (когда они сдались после трёх дней артобстрела, произведённого по приказу Отто фон Бисмарка, который устал от неэффективной тактики верховного командования). Во время осады количество еды стало недостаточным для поддержания жизни, и население было вынуждено начать поиск необычных источников мяса.
Когда овощи, масло, молоко, сыр и регулярно потребляемое мясо начали заканчиваться, парижане вначале начали употреблять конину. Мясо лошадей начало активно продаваться мясниками Парижа четырьмя годами ранее в качестве дешёвого альтернативного источника мяса для бедных, но в условиях осады оно быстро стало предметом роскоши. Хотя в Париже было большое количество лошадей (по оценке, предположительно от 65 000 до 70 000 из них были забиты и съедены во время осады), поставки мяса были в конечном счёте ограничены. Скаковых лошадей-чемпионов также не жалели (даже две лошади, подаренные Наполеону III российским императором Александром II, были зарезаны), но мяса скоро всё равно стало недостаточно. Кошки, собаки и крысы стали следующим выбором для меню. До последнего периода осады не было никакого контроля над нормированием продуктов, и в то время как бедные голодали, богатые парижане питались сравнительно хорошо; Jockey-club предлагал прекрасный выбор блюд для гурманов из необычного мяса включая Salmis de rats à la Robert (рагу из крыс).
Кошек и собак в городе по массе было значительно меньше, чем лошадей, пошли в ход крысы и мыши. Мясо всех указанных животных продавалось в лавках и подавалось в ресторанах.
К концу 1870 года руководители зверинца в Саду растений объявили, что не могут прокормить животных и предложили их на мясо. Большие травоядные животные, такие как антилопы, верблюды, яки и зебры, были убиты первыми. Некоторые животные выжили: обезьяны, которые, как думали, были слишком родственными людям, чтобы быть убитыми; львы и тигры, которые были слишком опасны, гиппопотам из Сада растений, который не был убит, потому что цена в 80 000 франков, которую требовали за него, была вне досягаемости для любого из мясников, да и его вкусовые качества вызывали сомнения. Меню начали предлагать экзотические блюда, такие как Cuissot de Loup, Sauce Chevreuil (бедро волка в оленьем соусе), Terrine d’Antilope aux truffes (террины из антилопы с трюфелями), Civet de Kangourou (тушёное мясо кенгуру) и Chameau rôti à l’anglaise (жареный верблюд «по-английски»).
Убийство слонов было описано в Lettre-Journal de Paris (обычно известном как Gazette des Absents) — периодическом издании, выходившим два раза в неделю, издаваемом во время осады Damase Jouaust и поставляемом, наряду с почтой, воздушными шарами, чтобы избежать прусских сил окружения. Gazette des Absents сообщила, что Кастор был убит 29 декабря 1870 года и Поллукс — на следующий день, оба — разрывными пулями со стальным сердечником, выпущенными с расстояния 10 метров метким стрелком по имени Де Вим, но меню от 25 декабря уже предлагало Consommé d’Eléphant; таким образом, вероятно, что даты неправильные. Слоны были куплены мясником М. Дебу из Английской мясной лавки (Boucherie Anglaise) на бульваре Осман за 27 000 франков за пару. М. Дебу сделал прибыль на этой покупке: мясо с туловища продавалось в качестве деликатеса по 40 или 45 франков за фунт, с других частей — приблизительно за 10-14 франков за фунт. Некоторые гурманы сочли мясо слона очень вкусным. Томас Гибсон Боулз, который был в Париже во время осады, написал, что пробовал верблюда, антилопу, собаку, осла, мула и слона, и слон понравился ему меньше всего. Возможно, ему попался жесткий кусок.
Генри Лабушер писал:

Вчера у меня был кусок Поллукса на обед. Поллукс и его брат Кастор — два слона, которые были убиты. Это была жесткая, грубая и жирная пища, и я не рекомендую английским семьям есть слонов, пока они могут получить говядину или баранину.
На приготовлении блюд из животных зверинца прославился шеф-повар шикарного ресторана «Вуазен» Александр Этьен Шорон.